# Гайдвайлер
Гайдвайлер (нім. Heidweiler) — громада в Німеччині, розташована в землі Рейнланд-Пфальц. Входить до складу району Бернкастель-Віттліх. Складова частина об'єднання громад Віттліх-Ланд.
Площа — 10,29 км2. Населення становить 169 ос. (станом на 31 грудня 2020).